# Cheat Skill Level Up
Cheat Skill Level Up (異世界でチート能力を手にした俺は、現実世界をも無双する〜レベルアップは人生を変えた〜, Isekai de chīto nōryoku sukiru o te ni shita ore wa, genjitsu sekai o mo musō suru 〜 reberuappu wa jinsei o kaeta 〜) est une série de light novels écrite par Miku et illustrée par Rein Kuwashima. Elle paraît initialement comme un roman en ligne publié sur le site Kakuyomu à partir de mars 2017. Ses droits sont ensuite acquis par Fujimi Shobo, qui édite la série depuis décembre 2018 sous le label Fujimi Fantasia Bunko.
Une adaptation en manga dessinée par Kazuomi Minatogawa est prépubliée sur le site Dengeki PlayStation Comic Web d'ASCII Media Works depuis décembre 2019, avec ses chapitres rassemblés dans des volumes tankōbon à partir de août 2020. Une adaptation en série d'animation produite par TMS Entertainment et animée par Millepensee est diffusée entre avril et juin 2023.

## Synopsis
Yuya Tenjo est un lycéen en surpoids, victime d'intimidation à l'école et tourmenté par sa famille. Son grand-père est la seule personne qui s'occupe de lui. Lorsque son grand-père meurt et laisse Yuya comme seul héritier de sa maison, ses parents l'expulsent de chez eux et le forcent à y vivre seul. À l'intérieur de la maison, Yuya découvre un portail vers un autre monde, où il obtient des pouvoirs qui changent sa vie pour toujours.

## Personnages
Yûya Tenjō (天上 優夜, Tenjō Yūya)
Voix japonaise : Yoshitsugu Matsuoka, voix française : Tim Belasri,
Le protagoniste de l'histoire, c'est un garçon timide et peu attirant, tourmenté à la fois par ses camarades de classe et sa famille. Lorsqu'il hérite de la maison de son grand-père, il y trouve un portail vers un autre monde. Après avoir tué un monstre dans cet autre monde, Yûya découvre qu'il peut devenir plus fort et obtenir des pouvoirs spéciaux en battant de tels ennemis comme dans un jeu vidéo, le processus changeant également son apparence, le rendant grand et beau. Dès lors, il fait des allers-retours entre les deux mondes, utilisant ses compétences nouvellement acquises pour s'améliorer, se faisant des amis et des ennemis en chemin.
Kaori Hōjō (宝城 佳織, Hōjō Kaori)
Voix japonaise : Akari Kitō, voix française : Marie Braam,
Fille du président de la prestigieuse Académie Ôsei. Elle s'intéresse à Yūya quand il tente la défendre face à des voyous avant sa transformation. Lorsqu'elle le rencontre à nouveau, Kaori invite Yuya à étudier à Ôsei avec elle, ce qu'il accepte. Depuis lors, elle est son amie la plus proche à l'école et a des sentiments pour lui.
Lexia von Arcelia (レクシア・フォン・アルセリア, Rekushia fon Aruseria)
Voix japonaise : Kaori Maeda, voix française : Sofia Abouatmane,
La première princesse du royaume d'Arselian, qui se trouve dans l'autre monde. Après avoir été sauvée d'un monstre par Yuya, elle s'éprend de lui et fait de son mieux pour gagner son affection.
Miu Midō (御堂 美羽, Midō Miu)
Voix japonaise : Sayaka Senbongi, voix française : Aaricia Dubois
Un mannequin populaire qui s'est associée à Yuya pour une séance photo et a développé un intérêt pour lui depuis lors.
Kaede Kazama (風間 楓, Kazama Kaede)
Voix japonaise : Ayana Taketatsu, voix française : Lise Leclercq
Yukine Hyōdō (氷堂 雪音, Hyōdō Yukine)
Voix japonaise : Shizuka Ishigami, voix française : Julie Dieu
Rin Kanzaki (神崎 凜, Kanzaki Rin)
Voix japonaise : Mai Nakahara, voix française : Nancy Philippot
Ryō Igarashi (五十嵐 亮, Igarashi Ryō)
Voix japonaise : Nobuhiko Okamoto, voix française : Gregory Praet
Shingo Kurata (倉田 慎吾, Kurata Shingo)
Voix japonaise : Ayumu Murase, voix française : Alessandro Bevilacqua
Akira Ichinose (一ノ瀬 晶, Ichinose Akira)
Voix japonaise : Jun Fukuyama, voix française : Matteo Marchese
Luna (ルナ, Runa)
Voix japonaise : Ai Kakuma, voix française : Ludivine Deworst
Yuty (ユティ, Yuti)
Voix japonaise : Rina Hidaka
Night (ナイト, Naito)
Voix japonaise : Nao Tōyama
Usagi (ウサギ)
Voix japonaise : Kazuhiko Inoue, voix française : Alain Eloy
Akatsuki (アカツキ)
Voix japonaise : Yuka Iguchi

## Light novel
Écrite par Miku, la série est initialement publiée en ligne sur le site Web Kakuyomu à partir du 25 mars 2017, sous le titre provisoire Level Up wa jinsei o kaeta (レベルアップは人生を変えた, litt. « Monter de niveau change ma vie »). La série est ensuite acquise par Fujimi Shobo, qui édite les light novels avec des illustrations de Rein Kuwashima à partir du 20 décembre 2018, sous le label Fujimi Fantasia Bunko. En mai 2025, dix-huit volumes sont parus.
Une série dérivée intitulée Cheat Skill Level Up: Girls Side, écrite par Ryō Kotohira et illustrée par Kuwashima, commence sa publication sous le label Fantasia Bunko le 20 décembre 2022. En mai 2024, cinq volumes sont parus.

### Liste des volumes

#### Série principale
| no | Japonais         | Japonais          |
| no | Date de sortie   | ISBN              |
| -- | ---------------- | ----------------- |
| 1  | 20 décembre 2018 | 978-4-04-073023-3 |
| 2  | 20 avril 2019    | 978-4-04-073024-0 |
| 3  | 20 août 2019     | 978-4-04-073304-3 |
| 4  | 20 décembre 2019 | 978-4-04-073305-0 |
| 5  | 17 avril 2020    | 978-4-04-073632-7 |
| 6  | 20 août 2020     | 978-4-04-073633-4 |
| 7  | 19 décembre 2020 | 978-4-04-073917-5 |
| 8  | 20 mai 2021      | 978-4-04-073918-2 |
| 9  | 20 octobre 2021  | 978-4-04-074248-9 |
| 10 | 19 mars 2022     | 978-4-04-074249-6 |
| 11 | 20 août 2022     | 978-4-04-074576-3 |
| 12 | 20 décembre 2022 | 978-4-04-074577-0 |
| 13 | 17 mars 2023     | 978-4-04-074920-4 |
| 14 | 20 juin 2023     | 978-4-04-075016-3 |
| 15 | 20 février 2024  | 978-4-04-075300-3 |
| 16 | 20 juillet 2024  | 978-4-04-075497-0 |
| 17 | 20 décembre 2024 | 978-4-04-075729-2 |
| 18 | 20 mai 2025      | 978-4-04-075888-6 |

#### Série dérivée:Girls Side
| no | Japonais          | Japonais          |
| no | Date de sortie    | ISBN              |
| -- | ----------------- | ----------------- |
| 1  | 20 décembre 2022  | 978-4-04-074769-9 |
| 2  | 17 mars 2023      | 978-4-04-074921-1 |
| 3  | 20 septembre 2023 | 978-4-04-075055-2 |
| 4  | 19 janvier 2024   | 978-4-04-075301-0 |
| 5  | 17 mai 2024       | 978-4-04-075449-9 |

## Manga
Une adaptation en manga illustrée par Kazuomi Minatogawa est prépubliée sur le site Dengeki PlayStation Comic Web d'ASCII Media Works depuis le 13 décembre 2019. En juillet 2024, six volumes tankōbon ont été publiés.
Une version française est éditée par Delcourt/Tonkam depuis le 4 janvier 2023.

### Liste des volumes
| no | Japonais         | Japonais          | Français          | Français          |
| no | Date de sortie   | ISBN              | Date de sortie    | ISBN              |
| -- | ---------------- | ----------------- | ----------------- | ----------------- |
| 1  | 26 août 2020     | 978-4-04-913364-6 | 4 janvier 2023    | 978-2-4130-4560-1 |
| 2  | 27 mai 2021      | 978-4-04-913819-1 | 7 juin 2023       | 978-2-4130-7781-7 |
| 3  | 10 mars 2022     | 978-4-04-914299-0 | 30 août 2023      | 978-2-4130-7782-4 |
| 4  | 26 décembre 2022 | 978-4-04-914778-0 | 1er novembre 2023 | 978-2-4130-7863-0 |
| 5  | 25 août 2023     | 978-4-04-915225-8 | 29 mai 2024       | 978-2-4130-7864-7 |
| 6  | 26 juillet 2024  | 978-4-04-915823-6 | 2 avril 2025      | 978-2-4130-8956-8 |

## Anime
En août 2022, une adaptation en série d'animation est annoncée. La série est produite par TMS Entertainment et animée par Millepensee, avec Shingo Tanabe à la réalisation, Shin Itagaki en tant que réalisateur en chef et supervisant les scripts, Hiromi Kimura adaptant les conceptions des personnages de Rein Kuwashima pour l'animation et en tant que directeur en chef de l'animation, et Akiyuki Tateyama composant la musique,. Elle est entre le 7 avril et le 30 juin 2023 sur Tokyo MX et plusieurs autres chaînes télévisées japonaises. La chanson thème d'ouverture intitulée Gyakuten geki (逆転劇) est interprétée par Tsukuyomi, tandis que la chanson thème de fin Hachimitsu (ハチミツ, litt. « Miel ») est chantée par Shikao Suga,. Crunchyroll diffuse la série à l'international. Depuis le 24 avril 2023, une version doublée en français est également diffusé par la plateforme, celle-ci est réalisée par le studio de doublage Lylo Media Group,, sous la direction artistique de Pierre Bodson,, par des dialogues adaptés par Sophie Servais,. Muse Communication possède les droits de diffusion de la série en Asie-Pacifique.

### Liste des épisodes
| No | Titre français             | Titre japonais | Titre japonais       | Date de 1re diffusion |
| No | Titre français             | Kanji          | Rōmaji               | Date de 1re diffusion |
| -- | -------------------------- | -------------- | -------------------- | --------------------- |
| 1  | Vers un autre monde        | 異世界へ       | Isekai e             | 3 avril 2023          |
| 2  | L’académie Ôsei            | 王星学園       | Ōsei gakuen          | 10 avril 2023         |
| 3  | Changement de vie          | 人生の変化     | Jinsei no henka      | 17 avril 2023         |
| 4  | Avancée courageuse         | 勇気の一歩     | Yūki no ippo         | 24 avril 2023         |
| 5  | Nouveau compagnon          | 新しい家族     | Atarashii kazoku     | 1er mai 2023          |
| 6  | Le sage et la magie        | 賢者と魔法     | Kenja to mahō        | 8 mai 2023            |
| 7  | Rencontre dans la forêt    | 森の中の出会い | Mori no naka no deai | 15 mai 2023           |
| 8  | Sortie scolaire            | 校外学習       | Kōgai gakushū        | 22 mai 2023           |
| 9  | La princesse et la tueuse  | 王女と暗殺者   | Ōjo to ansatsusha    | 28 mai 2023           |
| 10 | Maître et élève            | 師匠と弟子     | Shishō to deshi      | 4 juin 2023           |
| 11 | En route pour la capitale  | いざ王都へ     | Iza ōto e            | 11 juin 2023          |
| 12 | Une mystérieuse attaquante | 謎の襲撃者     | Nazo no shūgekisha   | 18 juin 2023          |
| 13 | Yûya et Kaori              | 優夜と佳織     | Yūya to Kaori        | 25 juin 2023          |

## Jeu vidéo
Un jeu par navigateur MMORPG gratuit, intitulé I Got a Cheat Skill in Another World and Became Unrivaled in the Real World Too: Parallel Universe, est annoncé le 17 mars 2023. Il sera lancé sur la plate-forme G123 en plusieurs langues.

## Accueil
En mai 2018, le roman en ligne remporte le grand prix du 3e concours de romans Web Kakuyomu dans la division Science Fiction / Fantasy moderne. En février 2023, la série compte 2 millions d'exemplaires en circulation.